# Jean-Pierre Clami
Jean-Pierre Clami est un acteur français né le 31 juillet 1948.

## Biographie
Il s'est formé au conservatoire d'art dramatique de Besançon. Depuis le début des années 1980, il est un second rôle très actif au cinéma, notamment chez Jean-Pierre Mocky, Gérard Oury ou Jean-Marie Poiré.
Il débute par des petits rôles chez Jean-Pierre Mocky, puis est remarqué pour son rôle de balayeur délateur dans Papy fait de la résistance. En 1984, il joue Le Dindon de Feydeau aux côtés de Jean Piat, Pierre Mondy et Nicole Calfan. Deux ans plus tard, Pierre Mondy le dirige dans L'Amuse-gueule de Gerard Lauzier aux côtés de Daniel Auteuil. Au cinéma, on le retrouve au générique de Le Miraculé avec Michel Serrault, L'Opération Corned-Beef, Les Visiteurs et La Soif de l'or avec Christian Clavier ou encore Le Plus Beau Métier du monde avec Gérard Depardieu. En 2017, il reprend le rôle du père Maxence dans l'adaptation théâtrale des Choristes.

## Filmographie

### Cinema
- 1979 : Le Piège à cons de Jean-Pierre Mocky
- 1982 : Litan de Jean-Pierre Mocky
- 1982 : Le père Noël est une ordure de Jean-Marie Poiré
- 1983 : Papy fait de la résistance de Jean-Marie Poiré
- 1984 : Tranches de vie de François Leterrier
- 1984 : Pinot simple flic de Gérard Jugnot
- 1985 : Le Pactole de Jean-Pierre Mocky
- 1986 : Le Débutant de Daniel Janneau
- 1987 : Le Miraculé de Jean-Pierre Mocky
- 1987 : Agent trouble de Jean-Pierre Mocky
- 1988 : Une nuit à l'Assemblée nationale de Jean-Pierre Mocky
- 1988 : Vanille fraise de Gérard Oury
- 1988 : Corps z'a corps de André Halimi
- 1988 : Les Gauloises Blondes de Jean Jabely
- 1988 : Prisonnières de Charlotte Silvera
- 1989 : Divine enfant de Jean-Pierre Mocky
- 1990 : L'Opération Corned-Beef de Jean-Marie Poiré
- 1990 : Jean Galmot, aventurier de Alain Maline
- 1991 : Ville à vendre de Jean-Pierre Mocky
- 1992 : Drôles d'oiseaux de Peter Kassovitz
- 1992 : Les Visiteurs de Jean-Marie Poiré
- 1993 : La Soif de l'or de Gérard Oury
- 1993 : Bonsoir de Jean-Pierre Mocky
- 1994 : Grosse fatigue de Michel Blanc
- 1994 : Les Truffes de Bernard Nauer
- 1995 : Fantôme avec chauffeur de Gérard Oury
- 1996 : Le Plus Beau Métier du monde de Gérard Lauzier
- 1997 : Robin des mers de Jean-Pierre Mocky
- 1998 : Comme une bête de Patrick Schulmann
- 1999 : Le Fils du Français de Gérard Lauzier
- 2000 : La Candide Madame Duff de Jean-Pierre Mocky
- 2000 : Sur un air d'autoroute de Thierry Boscheron
- 2000 : Le Glandeur de Jean-Pierre Mocky
- 2003 : Le Furet de Jean-Pierre Mocky
- 2004 : Touristes ? Oh yes ! de Jean-Pierre Mocky
- 2006 : Le Bénévole de Jean-Pierre Mocky
- 2007 : Le Deal de Jean-Pierre Mocky
- 2007 : Le Festival de Bernard Nauer
- 2009 : Tellement proches! de Eric Toledano et Olivier Nakache
- 2011 : Les Insomniaques de Jean-Pierre Mocky
- 2012 : Dors mon lapin de Jean-Pierre Mocky
- 2014 : Calomnies de Jean-Pierre Mocky
- 2014 : Le Sens de la Vie... de Léopold Bellanger (CM)
- 2015 : Monsieur Cauchemar de Jean-Pierre Mocky
- 2017 : Vénéneuses de Jean-Pierre Mocky

### Télévision
- 1982 : Le Voyageur imprudent de Pierre Tchernia
- 1987 : Marc et Sophie (1 épisode)
- 1988 : Vivement lundi ! (1 épisode)
- 1988 : La Belle Anglaise 2 de Jacques Besnard
- 1990 : Karl Zéro (Canal +)
- 1990 : Monsieur Albert (Canal +)
- 1990 : Les Cinq dernières minutes - Ça sent le sapin (série TV)
- 1993 : Une famille pas comme les autres (1 épisode)
- 1999 : Le Cocu magnifique de Pierre Boutron
- 2008 : Central Nuit (1 épisode)
- 2009 : Colère de Jean-Pierre Mocky
- 2009 : Myster Mocky présente (5 épisodes)
- 2021 : Publicité pour Orange Bank

## Théâtre
- 1984-1985 : Le Dindon de Georges Feydeau, mise en scène Jean Meyer, théâtre du Palais Royal
- 1986-1987 : L'Amuse-gueule de Gerard Lauzier, mise en scène Pierre Mondy, théâtre du Palais Royal
- 1998 : L'Entourloupe de Alain Reynaud-Fourton, mise en scène de l'auteur, Théâtre Fontaine
- 2017 : Les Choristes spectacle musical de Christophe Barratier, mise en scène de l'auteur, Théâtre des Folies Bergère, en tournée